# Eric Spitzer-Marlyn

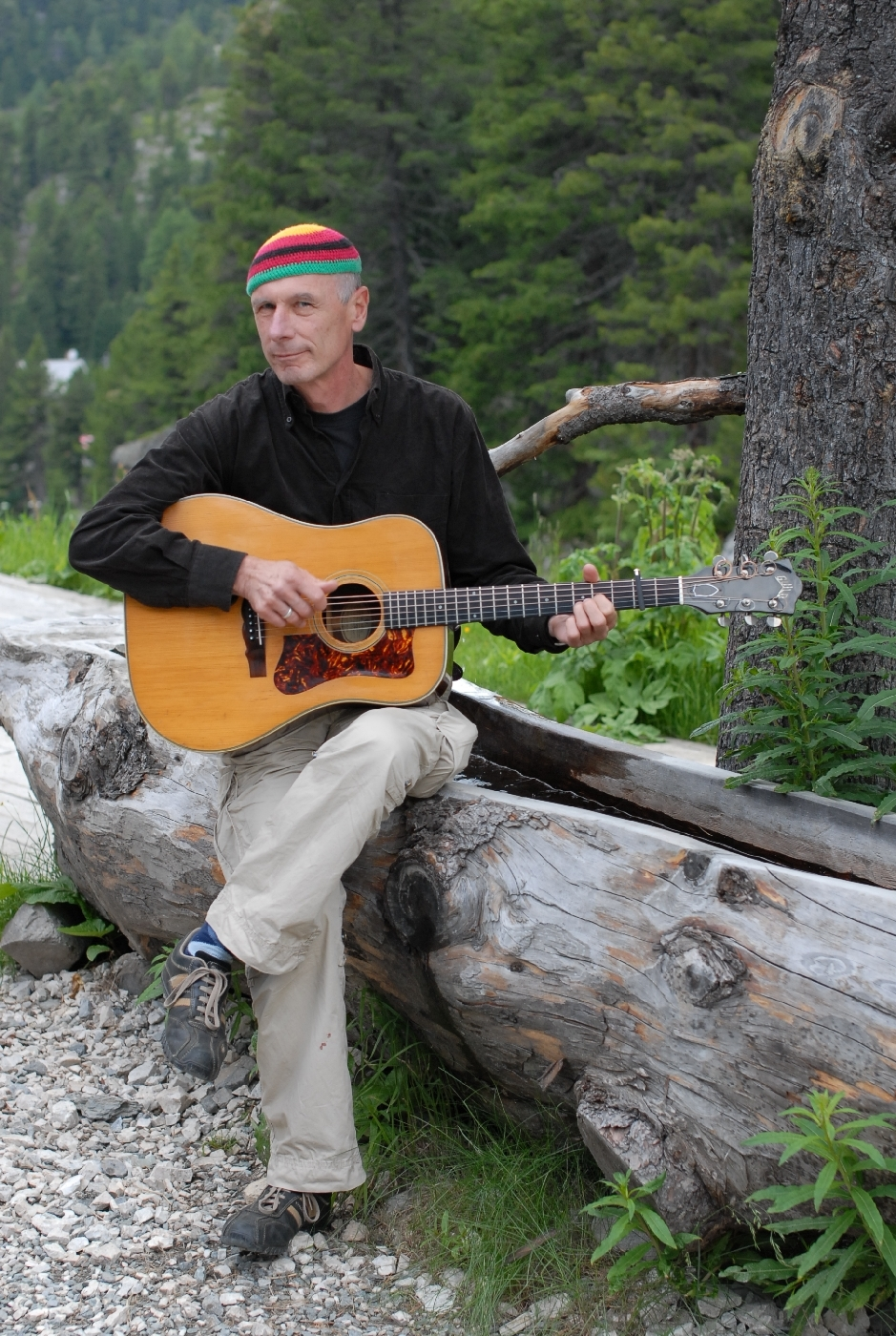
Eric Spitzer-Marlyn 2009

Eric Spitzer-Marlyn (* 24. Mai 1952 in Wien) ist ein österreichischer Musiker.

## Karriere
Als Gewinner der Showchance 1970 war er als Eric seit diesem Jahr unter exklusivem Vertrag beim deutschen Plattenlabel BMG Ariola. Bereits im Jahr 1970 veröffentlichte er seine englischsprachige Single Walking Round. Später gewann er den Publikumspreis beim World Music Festival Rio de Janeiro, wo er gemeinsam mit Carlos Santana auftrat.
1973 ging Eric Spitzer-Marlyn nach München und arbeitete dort unter anderem mit Giorgio Moroder, Keith Forsey und Harold Faltermeyer zusammen. Er war einer der ersten Österreicher, der erfolgreich für internationale Künstler komponierte und Songs schrieb, beispielsweise für Roger Whittaker.
1975 ging Eric für längere Zeit nach London, wo er in einer Wohngemeinschaft der Gruppe Family Dog mit James Taylor und Albert Hammond zusammenlebte. Hier begann er, bei Musikproduktionen als Tontechniker in Studios zu arbeiten.
1979 begann er nicht nur als Ton- und Videotechniker, sondern auch als Redakteur seine Tätigkeit für das ORF-Magazin Okay. Ein Jahr später zog er nach New York. Von dort lieferte Eric Spitzer-Marlyn Beiträge für das Jugendmagazin; unter anderem brachte er wegen seiner privaten Bekanntschaft mit John Lennon auch den traurigen Erstbericht nach dem Attentat, begann für Jolly Joker, NBC und HBO zu arbeiten. Ab 1981 wirkte er im größten Tonstudio der Welt, der Hit Factory, für Stars wie Bruce Springsteen, Little Steven, Paul Simon und Yoko Ono.
Eric Spitzer-Marlyn besuchte Kurse für Akustik-Bau/Design, war beim Aufbau der neuen Hit Factory-Studios in der 54th Street beteiligt und produzierte laufend Musik- oder Videoclips, zum Beispiel für Falco, Abba, Mike Oldfield, The Police und Pointer Sisters. Er absolvierte Regie- und Scriptworkshops an der UCLA in Los Angeles, während er parallel dazu begann, bei Spielfilmen zusätzlich zur Arbeit als Tontechniker am Set auch Sounddesign für diese zu entwickeln.
Verantwortlich für Tontechnik war er beispielsweise bei den Filmen Cappuccino Melange, Ein Anfang von Etwas, dazu noch für das Sounddesign etwa bei Heller als der Mond, In Heaven, Hero oder die Filmmusik bei Exit und The White Diamond. Neben seiner Filmarbeit wurde er bei Kino-, TV- und Musikspots hinzugezogen, beispielsweise für Humanic oder Guess (Michael Shapiro) mit dem Oscarpreisträger Janus Kaminsky, Maserati mit Ridley Scotts Kameramann Harris Savides, oder Horses mit Elton John und Luciano Pavarotti unter der Regie von Federico Brugia.
Seit 1979 steht er mit einem der deutschen Gründerväter populärer, elektronischer Musik, dem Träger zahlreicher Kulturpreise Hans-Joachim Roedelius in Verbindung. Viele der Roedelius-Tonträger wurden in Österreich von Spitzer-Marlyn produziert. Auch als Musiker hat er bei verschiedenen Roedelius Produktionen mitgewirkt sowie gelegentlich dessen Konzertauftritte als Tonmeister begleitet. Ebenfalls seit vielen Jahren arbeitet Eric Spitzer-Marlyn mit dem bekannten deutschen Regisseur Werner Herzog zusammen. Er ist für den Ton am Set, das Soundsesign, aber auch für Musik verantwortlich. Durch seine Arbeit mit Herzog entwickelte sich auch ein herzliches Verhältnis zum Dalai Lama, mit dem Eric Spitzer-Marlyn sich immer wieder trifft.
In den letzten Jahren betreute er die internationalen Filmprojekte Stalin-the red God für BBC One (Frederick Baker), Boxeo Cuba (Dirk Meints), Sein liebster Feind, Wheel of Time oder The White Diamond von Werner Herzog. Der Streifen Stalin-the red god gewann 2002 den Golden Gate Award in San Francisco. Die Jury-Begründung lautete unter anderem:
„…the innovative sound design with imaginative techniques making this film stand out as worthy of our highest award …“, womit der BBC ein internationaler Filmpreis zufiel, für den erstmals ein Österreicher maßgeblich mitverantwortlich war.
Neben Eric Spitzer-Marlyns kompositorischer Tätigkeit und seinen filmischen Klangwelten lehrt er an der Wiener Universität für darstellende Kunst und Musik Tonaufnahme bei Film und Fernsehen in der Filmabteilung sowie an der Abteilung für Elektroakustik.
Auch an der Universidad de San Francisco und der Universidad Andina, beide in Quito, Ecuador, ist Eric Spitzer-Marlyn jährlich eingeladen, seine Workshops und Vorlesungen über Sound Design und Filmmusik in englischer Sprache abzuhalten.
Im Sommer 2006 entstand das Sound Design für den neuen, sowohl bei der Viennale als auch bei der Berlinale preisgekrönten österreichischen Film Kurz davor ist es passiert... (Anja Salomonowitz).